# Domingo Antonio de Achával
Domingo Antonio de Achával Sasturri fue un importante comerciante español radicado en Buenos Aires desde fines del siglo XVIII. Fue padre del primer jefe de la policía de la provincia, Joaquín de Achával.

## Biografía
Domingo Antonio de Achaval nació en la puebla de Ea, Guernica, Vizcaya (España) el 16 de febrero de 1759, hijo de Antonio de Achaval y Barauza y de Ana de Sasturri y Onzueta.
Tras emigrar a América a finales del siglo XVIII se estableció sucesivamente en Charcas y en Buenos Aires dedicándose con éxito al comercio. Concurrió al cabildo abierto del 22 de mayo de 1810, donde adhirió al voto de José Manuel de Reyes y a la solicitud de que se oyera a los vecinos invitados que no habían concurrido.
En Charcas había casado con María Josefa de Barrón, con la que tuvo varios hijos de destacada actuación en Buenos Aires: Joaquín de Achával, Regidor del Cabildo de Buenos Aires, fundador y primer jefe de la Policía de Buenos Aires, José María de Achával, comerciante y diputado a la Legislatura de Buenos Aires; Francisco; Nicolás; Petrona; Josefa Gabriela; Manuela; Teodora; y Julián Achával Barrón.
Era tío de Juan Gregorio de Achával Castellanos, hijo de su hermano José de Achával y Teodora Castellanos, quien sería vocal de la primera Junta Revolucionaria en la provincia de Santiago del Estero, y con Clara Ezcurra padres de Tristán Achával Ezcurra, diputado nacional por la provincia de Catamarca (1854-1858) y gobernador delegado de la provincia de Córdoba en 1861.
Finalmente regresó a España con parte de su familia, radicándose en Cádiz hasta su muerte en 1820 a la edad de 61 años.